# جون هاولي إدواردز
جون هاولي إدواردز (بالإنجليزية: John Hawley Edwards)‏ هو لاعب كريكت ولاعب كرة قدم بريطاني (وحمل سابقاً جنسية المملكة المتحدة لبريطانيا العظمى وأيرلندا) في مركز الهجوم، ولد في 21 مارس 1850 في شروزبري في المملكة المتحدة، وتوفي في 14 يناير 1893 في المملكة المتحدة. شارك مع منتخب إنجلترا لكرة القدم ومنتخب ويلز لكرة القدم. أما مع النوادي، فقد لعب مع Shropshire Wanderers F.C. ‏ وWanderers F.C. ‏.

## وصلات خارجية
- جون هاولي إدواردز على موقع قاعدة بيانات كرة القدم.إي يو (الإنجليزية)
- جون هاولي إدواردز على موقع ناشيونال فوتبول تيمز (الإنجليزية)